# Helmste
Helmste (plattdeutsch Helmst) ist ein Ortsteil der Gemeinde Deinste im niedersächsischen Landkreis Stade mit ca. 1140 Einwohnern.

## Geographie
Helmste liegt auf der Stader Geest zwischen Hagen im Norden, Agathenburg im Nordosten, Dollern und Horneburg im Osten, Issendorf und Ohrensen im Süden und Deinste im Westen.

### Siedlungsstruktur
Helmste besteht neben dem alten Dorfkern und der Siedlung. Dazwischen liegt ein Neubaugebiet.
Zudem gehören die Ansiedlungen Sandkrug, Feldkrug, Zuckerberg und Huddelkamp zu Helmste.

## Geschichte
Helmste wurde 1141 als Helvesic erstmals urkundlich erwähnt. Zur damaligen Zeit bestand Helmste wohl nur aus einem einzigen Hof. Weitere Schreibweisen waren Helvesse und Hilvestat.
Vor 1885 gehörte Helmste zur Börde Bargstedt im Amt Harsefeld und nach 1885 zum Kreis Stade. Seit 1932 gehört Helmste zum Landkreis Stade.
Im Ersten Weltkrieg sind 18 Soldaten aus Helmste gefallen oder werden vermisst und im Zweiten Weltkrieg 51.
Helmste gehörte von 1965 bis 1972 zur ersten Samtgemeinde Fredenbeck. Zum 1. Juli 1972 wurde Helmste nach Deinste eingemeindet. Deinste ist Mitglied der jetzigen Samtgemeinde Fredenbeck.

### Einwohnerentwicklung
| Datum            | Einwohner               |
| ---------------- | ----------------------- |
| 1824             | 13 Feuerstellen         |
| 1848             | 240 Bewohner, 40 Häuser |
| 1. Dezember 1910 | 290                     |

## Religion
Helmste ist evangelisch-lutherisch geprägt und gehört seit 1959 zum Kirchspiel der Martin-Luther-Kirche in Fredenbeck. Vorher gehörte Helmste zum Kirchspiel der St.-Primus-Kirche in Bargstedt.
Für die Katholiken ist die Heilig-Geist-Kirche in Stade zuständig.

## Politik

### Wappen
Das Wappen weist oben einen silbernen Helm auf rotem grund unten ein rot-silbernes Schachbrett-Muster.

### Bürgermeister
- 1968 – 30. Juni 1972: Heinrich Klintworth[6]

## Kultur
Ein Denkmal für die Gefallenen in den beiden Weltkriegen steht beim Friedhof.

### Vereine
(Quelle: )
- Freiwillige Feuerwehr[8]
- Heimatverein
- Schießsport-Gemeinschaft Helmste
- Förderverein Kindergarten Helmste

## Infrastruktur

### Verkehr
Helmste liegt an der Landesstraße 124, die im Norden nach Stade zur Bundesstraße 73 und im Süden nach Harsefeld führt. Nach Osten führt die Kreisstraße 44 durch den Rüstjer Forst nach Horneburg. Im Westen führt die Kreisstraße 1 nach Deinste und Fredenbeck.

### Schulen
Helmste hatte früher eine eigene Volksschule.

## Persönlichkeiten
- Fanny Müller (1941–2016), Schriftstellerin, geboren in Helmste